# Heribert Friedmann

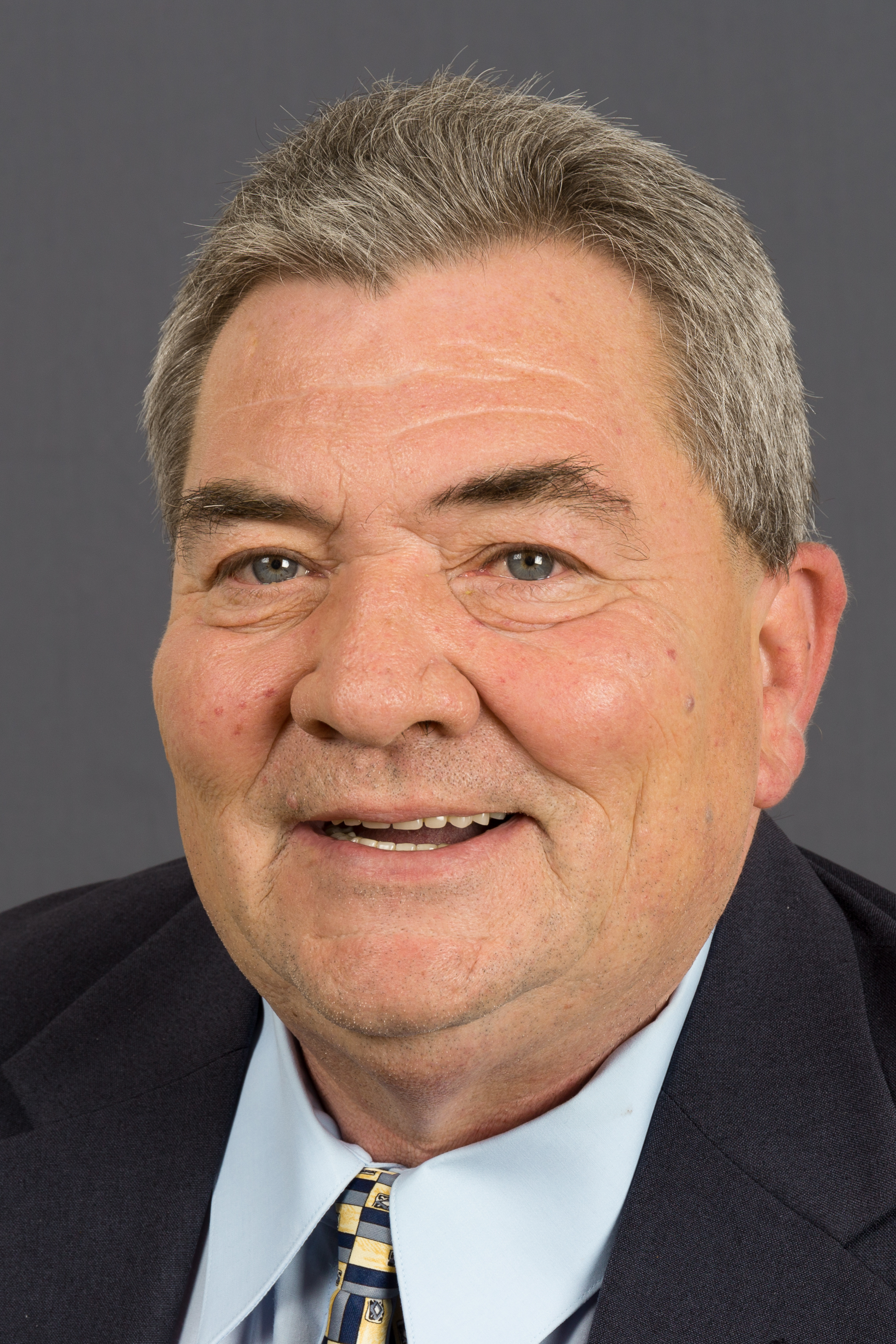
Heribert Friedmann (2016)

Heribert Friedmann (* 4. September 1957 in Sinzheim) ist ein deutscher Polizist und Politiker (AfD). Er war von 2016 bis 2021 Abgeordneter im Landtag Rheinland-Pfalz.

## Leben
Friedmann absolvierte in den Jahren 1978 bis 1980 die Ausbildung zum Polizeibeamten und war ab dann als solcher in Mannheim tätig. Von 1989 bis 1993 war er SPD-Mitglied, im Jahr 2013 trat er der AfD bei. Am 13. März 2016 gelang Friedmann bei der Landtagswahl in Rheinland-Pfalz 2016 der Einzug als Abgeordneter in den Landtag Rheinland-Pfalz. Im AfD-Kreisvorstand Worms ist Friedmann Kreisvorsitzender und aktives Landesvorstandsmitglied.
Friedmann ist geschieden und hat fünf Kinder.